# Lichenotheliaceae
Lichenotheliaceae es una familia de hongos con ubicación taxonómica incierta en la clase Dothideomycetes. La familia contiene dos géneros, con 22 especies.